# Kryobank
Eine Kryobank (von altgriech. κρυος (kryos) = Frost, Eis) ist der Ort der Lagerung von biologischen Material, wie z. B. Stammzellen, mit Hilfe der Kryokonservierung und ist eine Spezialform der Biobank. Eine Kryobank besteht aus technischer Sicht aus einem Kryobehälter und den darin abgelegten, in Substraten verpackten Bioproben. Die Kühlung auf mindestens −140 °C erfolgt durch flüssigen Stickstoff; wobei die Proben selbst in der Gasphase gelagert werden. In modernen Kryobehältern sorgt eine geeignete Tieftemperaturversorgung mit ihren Einbringungs- und Ausbringungsvorrichtungen dafür, dass stets eine Lagerungstemperatur von −140 °C gewährleistet ist und, dass durch eingebaute Schleusen eine Vereisung des Kryobehälters vermieden wird.
Mit Hilfe der Kryotechnologie wird versucht, eine Reihe von Prozessen, wie z. B. den Einfrier- oder Auftauprozess zu automatisieren und somit die Qualität der Lagerung und den Durchsatz an Proben zu erhöhen.
Im Jahre 2005 schlossen sich deutsche Kryobanken zur Gemeinschaft Deutscher Kryobanken e.V. zusammen.